# Rafael Piris
Rafael Piris Esteva (Artá, Baleares, 18 de diciembre de 1932 - ibídem, 16 de diciembre de 2011) fue un futbolista español de las décadas de los 1950 y 1960.

## Trayectoria
De juvenil jugaba en la posición de central, hasta que un día en que no  estaba el portero titular probó esta posición, en la que se quedó definitivamente. En 1949, con 17 años fue contratado por el Atlético Baleares, donde firmó su primer contrato profesional. Cuatro temporadas más tarde fue contratado por el Granada CF, donde jugó un total de ocho temporadas, una de ellas cedido en el Ceuta al estar realizando el servicio militar. En el Granada jugó 4 temporadas en primera división y disputó una final de Copa en 1959 (perdida ante el FC Barcelona de Eulogio Martínez, Sándor Kocsis o Justo Tejada por 4 a 1) como hechos más destacados.
La temporada 1961-62 fichó por el RCD Español, donde no llegó a ser titular indiscutible (18 partidos a primera división).
No obstante, permaneció cinco temporadas en el club, sufriendo un descenso a Segunda y logrando un ascenso a Primera. Coincidió en el club con hombres como Benito Joanet, Antonio Argilés, Juan Bartolí, Julián Riera o Antonio Camps. Entre 1966 y 1968 jugó en el RCD Mallorca, donde se retiró de la práctica del fútbol con 36 años.
Jugó 71 partidos totales en Primera División.

## Clubes
- Atlético Baleares (1949-1953)
- Granada CF (1953-1961)
- SD Ceuta (1954-1955) (cedido)
- RCD Espanyol (1961-1966)
- RCD Mallorca (1966-1968)